# Ajaeng

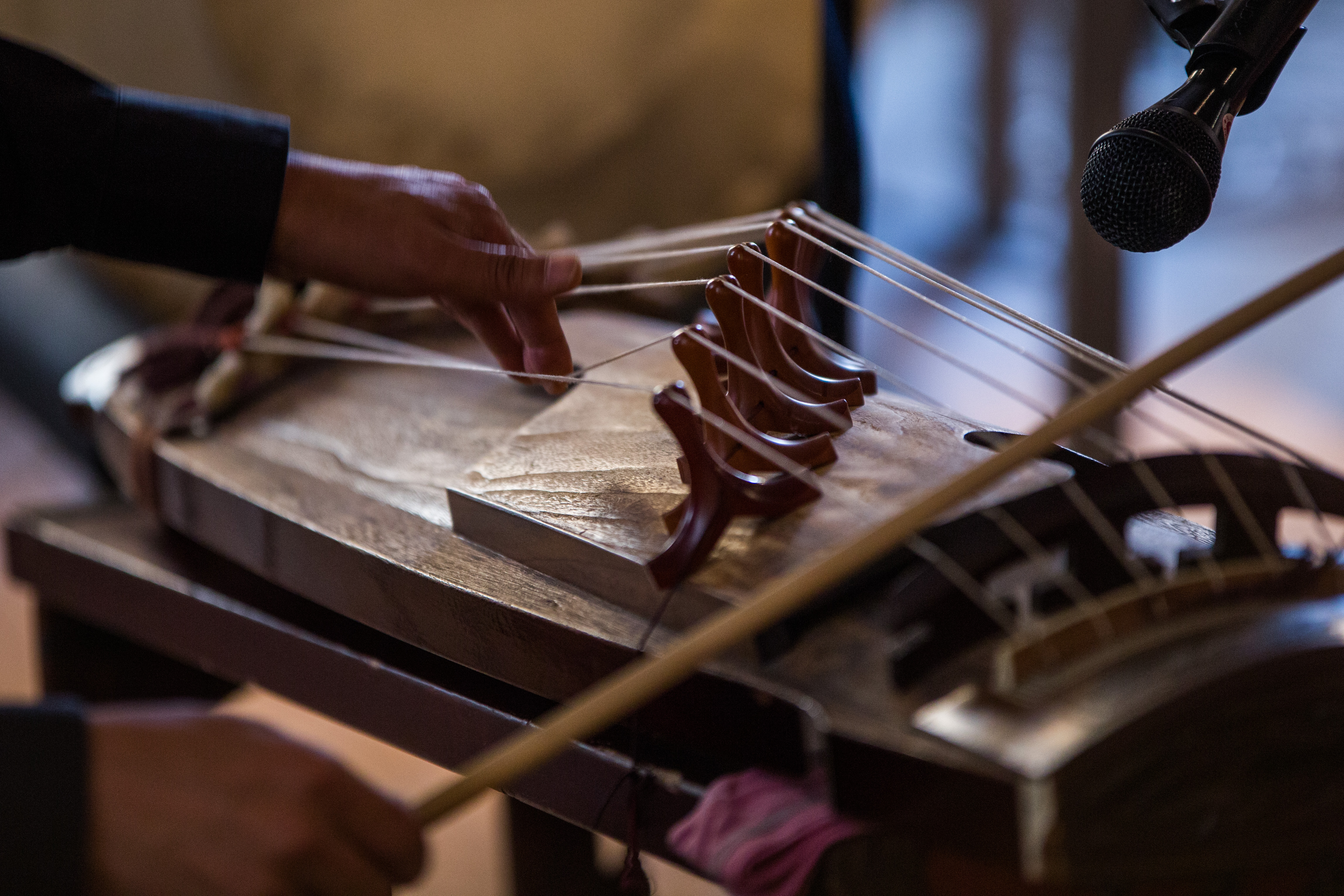
Intérprete tocando un ajaeng durante presentación

El ajaeng (en chino ya zheng (chino simplificado: 轧筝; chino tradicional: 軋箏) es una cítara coreana sobre tabla cuya versión original consta de siete cuerdas que pasan sobre siete puentes móviles y que son rasgadas con un arco sin cinta de crines, de madera embadurnada con resina. Se utilizaba en la música de corte. Esta versión es la que se utiliza en jeongak. Si bien, también puede constar de ocho cuerdas, el cual se utiliza en el  sanjo o sinawi, o incluso de nueve. 
El ajaeng, generalmente, se toca con el intérprete sentado en el suelo. Tiene un tono similar al del violonchelo, pero más áspero. 